# جيونغ-نيون: النجمة ولدت
جيونغ-نيون (بالكورية: 정년이) هو مسلسل تلفزيوني كوري جنوبي، من بطولة كيم تاي ري، شين يي يون، را مي ران، مون سو ري. استنادًا إلى ويبتون الذي يحمل نفس الاسم الذي ألفه سيو ايراه ونامون. عرض على قناة تي في ان في 12 أكتوبر الى 17 نوفمبر 2024، بث ايام السبت والأحد. وهو متاح على ديزني+ دولياً.

## القصة
تبدأ القصة في عام 1956 (كوريا ما بعد الحرب) في مدينة موكبو الساحلية الجنوبية الغربية.
تدور احداث القصة حول جيونغ نيون ليس لديها المال أو التعليم، لكنها فتاة لديها موهبة الغناء!  حلمها هو الانضمام إلى فرقة مسرح تقليدية نسائية وجعلها ناجحة. لكن لديها الكثير لتتعلمه وطريق طويل لتقطعه.

## طاقم

### رئيسي
- كيم تاي-ري في دور يون جيونغ-نيون: فتاة عبقرية من البانسوري أتت إلى سيول من موكبو بمفردها لتصبح ممثلة أوبرا تقليدية كورية.[7]
- شين يي-اون في دور هيو يونغ-سيو: متدربة وممتازة في الغناء والرقص والتمثيل. وهي أيضًا منافسة جيونج نيون.[7]
- را مي ران في دور كانغ سو بوك: مديرة شركة مسرح مي-ران.[8]
- مون سو ري في دور سيو يونغ-ري: والدة جيونغ-نيون التي قامت بتربية طفلتها بمفردها بينما تركت ماضيها كمغنية عبقرية خلفها.[8]

### داعم
- جونغ إيون تشاي في دور مون أوك كيونغ: عضو في شركة مسرح ميران.[9]
- كيم يون هاي في دور سيو هاي رانج: أميرة شركة مسرح ميران.[10]
- سيونغ-هي في دور تشو روك: عضو في شركة مسرح ميران.[11]
- وو دا بي في دور هونغ جو ران.[12]
- جيونج را إيل[13]
- جانغ هاي جين[14]

## الإنتاج
المسلسل مبني على الويب توون الذي يحمل نفس الاسم.  وهو من إخراج جونغ جي إن، وهي مخرجة لدى ام بي سي سابقاً، التي أخرجت مسلسل الكم الاحمر (2021). وتأليف تشوي هيو بي، التي كتبت وقتك يناديك (2023)، تم إنتاجه من قبل استوديو ان ومانجمنت ممم ونبيو انترتينمنت، لصالح تي في ان.

## المشاهدات
| الموسم | الموسم | رقم الحلقة | رقم الحلقة | رقم الحلقة | رقم الحلقة | رقم الحلقة | رقم الحلقة | رقم الحلقة | رقم الحلقة | رقم الحلقة | رقم الحلقة | رقم الحلقة | رقم الحلقة | المتوسط |
| الموسم | الموسم | 1          | 2          | 3          | 4          | 5          | 6          | 7          | 8          | 9          | 10         | 11         | 12         | المتوسط |
| ------ | ------ | ---------- | ---------- | ---------- | ---------- | ---------- | ---------- | ---------- | ---------- | ---------- | ---------- | ---------- | ---------- | ------- |
|        | 1      | 1.202      | 1.879      | 2.114      | 2.794      | 2.328      | 3.205      | 2.259      | 3.044      | 2.728      | 3.219      | 2.985      | 3.840      | 2.633   |

وفقا لنيلسن، فقد حقق المسلسل رقما قياسيا في نسب المشاهدة، حيث سجلت الحلقة السادسة 13.6% بحوالي 3.2 مليون مشاهد قد شاهد الحلقة. سجلت الحلقة الاخيرة اعلى نسبة مشاهدة 16.4% بحوالي أكثر من 3.8 مليون مشاهدة.
| الحلقات | تاريخ البث     | تقييمات (نيلسن كوريا) | تقييمات (نيلسن كوريا) |
| الحلقات | تاريخ البث     | على الصعيد الوطني     | سيئول                 |
| ------- | -------------- | --------------------- | --------------------- |
| 1       | 12 اكتوبر 2024 | 4.844%                | 5.678%                |
| 2       | 13 اكتوبر 2024 | 8.216%                | 8.911%                |
| 3       | 19 أكتوبر 2024 | 9.223%                | 8.886%                |
| 4       | 20 أكتوبر 2024 | 12.726%               | 13.578%               |
| 5       | 26 أكتوبر 2024 | 10.212%               | 10.182%               |
| 6       | 27 أكتوبر 2024 | 13.383%               | 13.744%               |
| 7       | 2 نوفمبر 2024  | 10.146%               | 10.257%               |
| 8       | 3 نوفمبر 2024  | 12.845%               | 12.952%               |
| 9       | 9 نوفمبر 2024  | 11.995%               | 12.735%               |
| 10      | 10 نوفمبر 2024 | 14.058%               | 14.311%               |
| 11      | 16 نوفمبر 2024 | 12.762%               | 13.460%               |
| 12      | 17 نوفمبر 2024 | 16.458%               | 17.090%               |
| متوسط   | متوسط          | 11.319%               | 12.144%               |

## جدل
في الاصل، كان من المقرر عرضه على قناة ام بي سي، وذكرت القناة انها استثمرت حوالي 2 مليار وون لكل حلقة، ولكن في نهاية تم التعاقد مع استوديو دراغون ليعرض على قناة تي في إن، بعد خلافات بين ام بي سي وفرق الإنتاج، صرح مدير قسم الدراما في ام بي سي، "لقد عملنا لمدة سنة على تجهيز السيناريو مع الكاتب، من المؤسم انه سيعرض على محطة أخرى". كما أدت الخلافات الى استقالة المخرجة جونغ جي ان من ام بي سي.

## الجوائز والترشيحات
| قائمة الجوائز والترشيحات | قائمة الجوائز والترشيحات | قائمة الجوائز والترشيحات | قائمة الجوائز والترشيحات           | قائمة الجوائز والترشيحات | قائمة الجوائز والترشيحات |
| السنة                    | الجائزة                  | الفئة                    | المستلم                            | النتيجة                  | م.                       |
| ------------------------ | ------------------------ | ------------------------ | ---------------------------------- | ------------------------ | ------------------------ |
| 2025                     | جوائز بايكسانغ للفنون    | أفضل مخرج                | جونغ جي ان                         | رُشِّح                      | [ 20 ]                   |
| 2025                     | جوائز بايكسانغ للفنون    | أفضل ممثلة               | كيم تاي-ري                         | فوز                      | [ 20 ]                   |
| 2025                     | جوائز بايكسانغ للفنون    | أفضل ممثلة مساعدة        | اوه جيونغ-هوا                      | رُشِّح                      | [ 20 ]                   |
| 2025                     | جوائز بايكسانغ للفنون    | أفضل ممثلة مساعدة        | جونغ إيون تشاي                     | رُشِّح                      | [ 20 ]                   |
| 2025                     | جوائز بايكسانغ للفنون    | أفضل إنجاز تقني          | جانغ يونغ-جيو (الموسيقى التصويرية) | فوز                      | [ 20 ]                   |
| 2025                     | جائزة بانف روكي          | أفضل مسلسل محدود مكتوب   | جونغنيون: ولادة النجم              | في الانتظار              | [ 21 ]                   |

## روابط خارجية
- جيونغ-نيون: النجمة ولدت على موقع IMDb (الإنجليزية)
- جيونغ-نيون: النجمة ولدت على موقع فيلمافينيتي (الإسبانية)
- جيونغ-نيون: النجمة ولدت على موقع قاعدة بيانات الفيلم (الإنجليزية)
- جيونغ-نيون: النجمة ولدت على هانسينما